# Ringer-Bundesliga 2013/14
Die Ringer-Bundesliga 2013/14 war die 50. Saison in der Geschichte der Ringer-Bundesliga.
Meister wurde erstmals der ASV Nendingen, der sich im Finale gegen den SV Germania Weingarten durchsetzte.

## Änderungen gegenüber der Vorsaison
Neben den beiden sportlichen Absteigern WKG Leipzig-Taucha und SV Johannis 07 gab es nach der vorherigen Saison mit dem SV Luftfahrt Berlin und dem SV Siegfried Hallbergmoos zwei Vereine, die sich aus der 1. Bundesliga zurückzogen. In der Saison 2013/14 sollten 18 Mannschaften, aufgeteilt auf die beiden Staffeln Nord und Süd, um den Einzug in die Endrunde kämpfen. Demnach war angedacht, dass sechs Vereine aus der 2. Bundesliga aufsteigen sollten. Mit dem FC Erzgebirge Aue, dem KAV Mansfelder Land (beide Staffel Nord), dem TV Aachen-Walheim (Staffel Mitte), dem VfK Schifferstadt und dem KSV Schriesheim (beide Staffel Süd) stiegen jedoch nur fünf Vereine auf. Der SC Siegfried Kleinostheim (Staffel Mitte) als sechster Aufsteiger zog seine Mannschaft zurück. In der Folge gab es in der Saison neun Vereine in Staffel Nord und acht Vereine in Staffel Süd.

## Vorrunde
| Legende | Legende                          |
| ------- | -------------------------------- |
|         | Teilnahme an der Endrunde        |
|         | Rückzug zum Saisonende           |
|         | Absteiger in die 2. Bundesliga   |
| (M)     | Meister der Vorsaison            |
| (N)     | Aufsteiger aus der 2. Bundesliga |

Die Wettkämpfe der Vorrunde fanden zwischen dem 30. August und dem 28. Dezember 2013 statt.

### Staffel Nord
Der amtierende Meister ASV Mainz 1888 erreichte den Staffelsieg in der Gruppe Nord. Lediglich gegen den zweitplatzierten KSV Köllerbach ließen die Mainzer einen Punkt liegen. Des Weiteren erreichten die RWG Mömbris-Königshofen und der 1. Luckenwalder SC die Play-offs. Der Liganeuling FC Erzgebirge Aue belegte den letzten Rang und stieg direkt wieder ab.
| Pl. | Verein                  | K. | Kampfpkte. | Diff. | Pkte.   |
| --- | ----------------------- | -- | ---------- | ----- | ------- |
| 1.  | ASV Mainz 88 (M)        | 16 | 363:195    | +168  | 31:10   |
| 2.  | KSV Köllerbach          | 16 | 357:192    | +165  | 26:60   |
| 3.  | RWG Mömbris-Königshofen | 16 | 379:166    | +213  | 25:70   |
| 4.  | 1. Luckenwalder SC      | 16 | 276:278    | 0−2   | 18:14   |
| 5.  | AC Lichtenfels          | 16 | 264:255    | 0+9   | 16:16   |
| 6.  | TV Aachen-Walheim (N)   | 16 | 242:313    | 0−71  | 09:23   |
| 7.  | TKSV Bonn-Duisdorf      | 16 | 224:342    | −118  | 08:24 * |
| 8.  | KAV Mansfelder Land (N) | 16 | 199:352    | −153  | 08:24 * |
| 9.  | FC Erzgebirge Aue (N)   | 16 | 168:379    | −211  | 03:29   |

Neben dem FC Erzgebirge Aue stieg auch der TKSV Bonn-Duisdorf ab, der seine Mannschaft nach der Saison 2013/14 aus der Bundesliga zurückzog.

### Staffel Süd
Die Staffel Süd konnte der SV Germania Weingarten zum zweiten Mal in Folge gewinnen. Der punktgleiche ASV Nendingen landete aufgrund des schlechteren Kampfunkte-Ergebnisses im direkten Vergleich mit Weingarten auf Platz zwei. Auch für die Plätze drei und vier musste der direkte Vergleich herangezogen werden, bei dem der SV Triberg gegenüber dem TuS Adelhausen im Vorteil war. Der SV Wacker Burghausen konnte keinen Punkt erringen und belegte damit am Ende der Vorrunde den Abstiegsrang.
| Pl. | Verein                 | K. | Kampfpkte. | Diff. | Pkte.   |
| --- | ---------------------- | -- | ---------- | ----- | ------- |
| 1.  | SV Germania Weingarten | 14 | 315:163    | +152  | 26:2 a0 |
| 2.  | ASV Nendingen          | 14 | 327:157    | +170  | 26:2 a0 |
| 3.  | SV Triberg             | 14 | 237:221    | 0+16  | 16:12 b |
| 4.  | TuS Adelhausen         | 14 | 267:215    | 0+52  | 16:12 b |
| 5.  | VfK Schifferstadt (N)  | 14 | 230:239    | 0−9   | 12:16   |
| 6.  | KSV Aalen 05           | 14 | 212:267    | 0−55  | 10:18   |
| 7.  | KSV Schriesheim (N)    | 14 | 185:297    | −112  | 06:22   |
| 8.  | SV Wacker Burghausen   | 14 | 140:354    | −214  | 00:28   |

## Play-offs

### Viertelfinale
Die Viertelfinalkämpfe fanden am 11./12. Januar und am 18. Januar 2014 statt.
|                         |                        | 1. Kampf | 2. Kampf | Gesamt |
| ----------------------- | ---------------------- | -------- | -------- | ------ |
| RWG Mömbris-Königshofen | TuS Adelhausen         | 15:18    | 19:14    | 34:32  |
| KSV Köllerbach          | SV Germania Weingarten | 14:15    | 11:22    | 25:37  |
| ASV Nendingen           | 1. Luckenwalder SC     | 30:40    | 25:80    | 55:12  |
| SV Triberg              | ASV Mainz 88           | 18:18    | 10:27    | 28:45  |

### Halbfinale
Die Halbfinalkämpfe fanden am 25./26. Januar und am 1. Februar 2014 statt.
|                         |                        | 1. Kampf | 2. Kampf | Gesamt |
| ----------------------- | ---------------------- | -------- | -------- | ------ |
| ASV Nendingen           | ASV Mainz 88           | 16:13    | 18:12    | 34:25  |
| RWG Mömbris-Königshofen | SV Germania Weingarten | 15:15    | 14:15    | 29:30  |

### Finale
Die Finalkämpfe fanden am 8. Februar und am 15. Februar 2014 statt. Der Hinkampf wurde in Halle 21 der Holzindustrie in Bruchsal ausgetragen und konnte von der Gastmannschaft aus Nendingen mit 18:14 gewonnen werden. 6100 Zuschauer sahen den Rückkampf in der Schwenninger Helios Arena. Der SV Germania Weingarten konnte sich mit 16:14 durchsetzen, was zu einem Gesamtergebnis von 32:32 führte. Nach den geltenden Statuten wurde die Anzahl der Einzelsiege herangezogen, um den Sieger zu ermitteln. Hierbei konnte der ASV Nendingen mit elf gewonnenen Kämpfen zwei Siege mehr vorweisen als sein Gegner und wurde somit Meister der Saison 2013/14, was gleichzeitig der erste Mannschaftsmeistertitel für den Verein war.
|                        |               | 1. Kampf | 2. Kampf | Gesamt  |
| ---------------------- | ------------- | -------- | -------- | ------- |
| SV Germania Weingarten | ASV Nendingen | 16:18    | 16:14    | 32:32 * |

## Bestenlisten
Die Bestenlisten der beiden Vorrundenstaffeln:
| #   | Athlet                                      | S  | N | P+ | P- | Dif |
| --- | ------------------------------------------- | -- | - | -- | -- | --- |
| 1.  | Andrij Shyyka KSV Köllerbach                | 14 | 2 | 46 | 13 | +33 |
| 2.  | Sylwester Charzewski TKSV Bonn-Duisdorf     | 12 | 3 | 45 | 9  | +36 |
| 3.  | Krasimir Krastanov RWG Mömbris-Königshofen  | 11 | 2 | 44 | 5  | +39 |
| 4.  | Edgar Babayan TKSV Bonn-Duisdorf            | 12 | 3 | 44 | 9  | +35 |
| 5.  | William Harth ASV Mainz 1888                | 12 | 0 | 40 | 2  | +38 |
| 6.  | George Bucur ASV Mainz 1888                 | 12 | 0 | 40 | 5  | +35 |
| 7.  | Tim Müller AC Lichtenfels                   | 11 | 4 | 38 | 15 | +23 |
| 8.  | Oleg Motsalin ASV Mainz 1888                | 10 | 2 | 37 | 6  | +31 |
| 9.  | Magomedmurad Gadschijew KAV Mansfelder Land | 10 | 0 | 36 | 0  | +36 |
| 10. | Konstantin Völk ASV Mainz 1888              | 10 | 2 | 36 | 7  | +29 |

| #   | Athlet                                | S  | N | P+ | P- | Dif |
| --- | ------------------------------------- | -- | - | -- | -- | --- |
| 1.  | Anatoli Guidea SV Germania Weingarten | 11 | 3 | 44 | 7  | +37 |
| 2.  | Ionuț Panait SV Germania Weingarten   | 12 | 2 | 43 | 9  | +34 |
| 3.  | Mihail Sava SV Triberg                | 13 | 1 | 42 | 9  | +33 |
| 4.  | Ghenadie Tulbea ASV Nendingen         | 11 | 2 | 41 | 7  | +34 |
| 5.  | Anatoli Burujan VfK Schifferstadt     | 10 | 4 | 38 | 11 | +27 |
| 6.  | Krystian Brzozowski TuS Adelhausen    | 11 | 0 | 35 | 3  | +32 |
| 7.  | Georg Harth SV Germania Weingarten    | 10 | 4 | 35 | 14 | +21 |
| 8.  | Ionel Pușcașu KSV Schriesheim         | 9  | 5 | 33 | 16 | +17 |
| 9.  | Miroslaw Kirow VfK Schifferstadt      | 11 | 2 | 32 | 11 | +21 |
| 10. | Adam Juretzko SV Germania Weingarten  | 11 | 2 | 31 | 10 | +21 |

## ASV Nendingen in der Meistersaison 2013/2014
| Nat.            | Name             | Einsätze Play-Off | Siege Play-Off | Einsätze Hauptrunde | Siege Hauptrunde |
| U23             | U23              | U23               | U23            | U23                 | U23              |
| --------------- | ---------------- | ----------------- | -------------- | ------------------- | ---------------- |
| Deutscher       | Peter Öhler      | 3                 | 2              | 11                  | 10               |
| Deutscher       | Achmed Dudarov   | 1                 | 1              | 7                   | 3                |
| Deutscher       | Louis Stumpe     | 1(2)              | 0              | 1                   | 0                |
| Deutscher       | Tim Baur         | 0                 | 0              | 2                   | 0                |
| D               |                  |                   |                |                     |                  |
| Deutscher       | Frank Stäbler    | 4                 | 2              | 10                  | 8                |
| Deutscher       | Samet Dülger     | 6                 | 3              | 7                   | 4                |
| Deutscher       | Benjamin Raiser  | 3                 | 2              | 9                   | 1                |
| Deutscher       | Ergün Aydin      | 2                 | 0              | 3                   | 0                |
| Deutscher       | Eduard Kratz     | 2                 | 1              | 2(3)                | 2(3)             |
| Deutscher       | Baris Diksu      | 2                 | 1              | 2                   | 0                |
| Deutscher       | Marc Buschle     | 0                 | 0              | 2                   | 0                |
| Deutscher       | Dominik Hipp     | 0                 | 0              | 1                   | 0                |
| EU              |                  |                   |                |                     |                  |
| Moldauer Rumäne | Ghenadie Tulbea  | 6                 | 5              | 13                  | 11               |
| Moldauer Rumäne | Nicolai Ceban    | 6                 | 4              | 12                  | 10               |
| Moldauer Rumäne | Piotr Ianulov    | 5                 | 4              | 8                   | 8                |
| Kroate          | Nenad Žugaj      | 5                 | 4              | 6                   | 6                |
| Kroate          | Neven Žugaj      | 1                 | 1              | 8                   | 7                |
| Moldauer Rumäne | Andrei Perpeliță | 0                 | 0              | 7                   | 5                |
| Rumäne          | Florin Gavrila   | 1                 | 1              | 6                   | 4                |
| Armenier Pole   | Edgar Melkumov   | 2                 | 0              | 4                   | 4                |
| Ungar           | Balázs Kiss      | 2                 | 2              | 3                   | 3                |
| Pole Deutscher  | Dawid Ersetic    | 0                 | 0              | 4                   | 2                |
| Ukrainer Rumäne | Yan Ceaban       | 0                 | 0              | 3                   | 0                |
| Türke           | Rıza Kayaalp     | 1                 | 1              | 0                   | 0                |
| N               |                  |                   |                |                     |                  |
| Russe           | Saba Khubezthy   | 3                 | 3              | 4                   | 4                |
| Armenier        | Roman Amojan     | 3                 | 2              | 3                   | 2                |

| Name             | Funktion               |
| ---------------- | ---------------------- |
| Volker Hirt      | Cheftrainer            |
| Werner Marquardt | 1. Vorstand            |
| Markus Scheu     | Vorstand Sport         |
| Rolf Maier       | Stv. Vorstand Finanzen |
| Volker Hirt      | Stv. Vorstand Sport    |